# Université Kyoto Seika

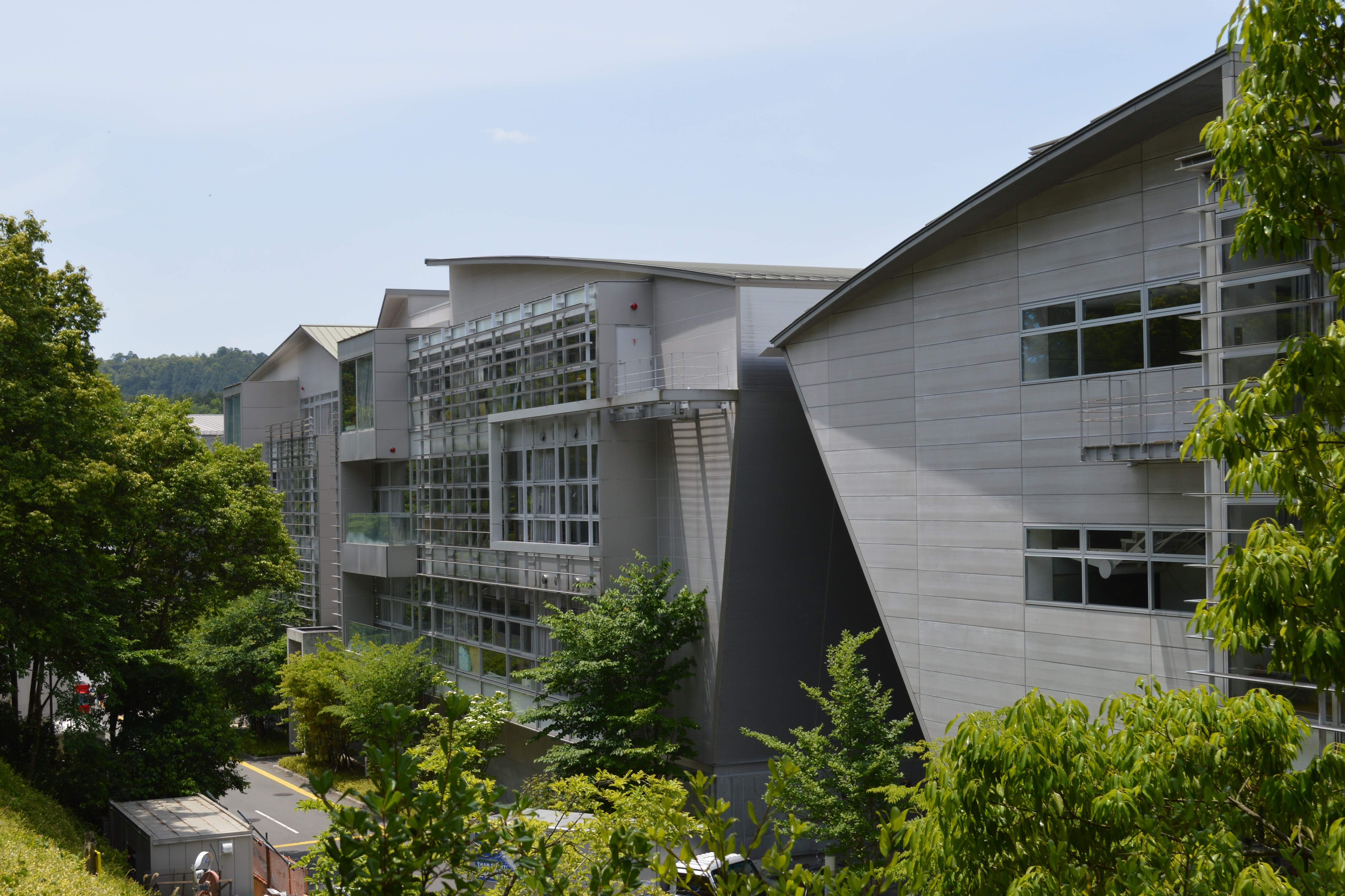
Université Kyoto Seika

L’Université Kyoto Seika (京都精華大学, Kyōto Seika daigaku) est une université privée située dans le quartier de Iwakura à Kyoto au Japon.
L’université est connue pour ses facultés de manga et d’anime et dans la formation de futurs mangakas,,.
Keiko Takemiya est la doyenne de la faculté de manga.
En 2006, grâce à un partenariat entre la ville de Kyoto et l’université, le musée international du manga de Kyoto est créé. Situé dans les anciens locaux d’une école primaire dans le centre-ville de Kyoto, le musée abrite la plus grande collection de mangas au monde.

## Anciens élèves
- Yoji Shinkawa
- Tadahisa Saizen (ja)